# Pelophylax lessonae
Pelophylax lessonae este o specie de broască găsită în Europa. Uniunea Internațională pentru Conservarea Naturii a clasificat această specie ca fiind neamenințată cu dispariția.